# 格里永
格里永（法語：Grillon，法語發音：[ɡʁijɔ̃]）是法国普罗旺斯-阿尔卑斯-蓝色海岸大区沃克吕兹省的一个市镇，属于卡庞特拉区。

## 地理
格里永（44°23'42"N, 4°55'47"E）面积14.92 平方千米，位于法国普罗旺斯-阿尔卑斯-蓝色海岸大区沃克吕兹省，该省份为法国东南部内陆省份，北起德龙省，西北接阿尔代什省，西接加尔省，南至罗讷河口省，东南角与瓦尔省接壤，东临上普罗旺斯阿尔卑斯省。
与格里永接壤的市镇（或旧市镇、城区）包括：科隆泽勒、格里尼昂、托利尼昂、里什朗什、瓦尔雷阿斯。

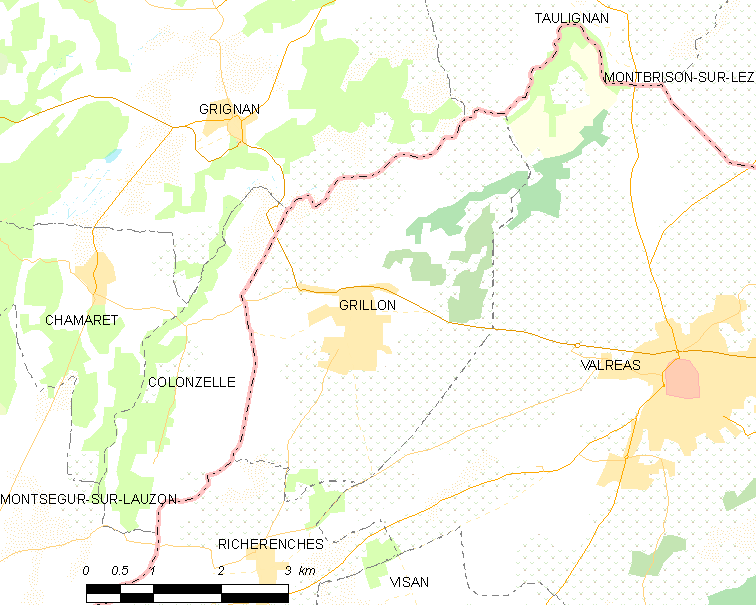
格里永的OSM定位图

格里永的时区为UTC+01:00、UTC+02:00（夏令时）。

## 行政
格里永的邮政编码为84600，INSEE市镇编码为84053。

## 政治
格里永所属的省级选区为瓦尔雷阿斯县。

## 人口

1962-2008年间格里永人口变化图示

格里永于2022年1月1日时的人口数量为1724人。